# Alain Boghossian
Alain Boghossian (Digne-les-Bains, 27 ottobre 1970) è un dirigente sportivo, allenatore di calcio ed ex calciatore francese di ruolo centrocampista, direttore tecnico della nazionale francese.

## Biografia
Di origini armene, l'11 maggio 2011 ha partecipato alla partita d'inaugurazione del nuovo stadio della squadra cecena del Terek Groznyj, di proprietà del dittatore Ramzan Kadyrov; a seguito di ciò la FFF ha aperto un'inchiesta per aver ricevuto in regalo un orologio diamantato da Kadyrov, accusato di essere mandante di diversi omicidi e di gravi violazioni dei diritti umani.

## Carriera

### Giocatore

#### Club
Cresciuto nelle giovanili dell'Olympique Marsiglia, Boghossian gioca le sue prime partite da titolare nella stagione 1992/1993, quando veste la maglia dell'Istres, dove conta 33 presenze e 8 gol. Ritornato all'Olympique, veste la maglia biancazzurra per 28 volte, e le sue buone prestazioni fruttano l'interesse del Napoli, dove milita fino al 1997, anno nel quale fa il suo esordio in nazionale.
Nel 1997, passa alla Sampdoria, dove rimane per un solo anno a causa dell'interessamento del Parma, squadra della quale diventa una delle bandiere, rimanendovi sino al 2002. In questi quattro anni, vince alcuni importanti trofei: la Coppa UEFA nel 1999, 2 Coppa Italia (1999, 2002) e una Supercoppa italiana (1999), in quest'ultima segnando al 92' il goal decisivo del definitivo 2 a 1 contro i padroni di casa del Milan. Dopo un grave infortunio che lo ha colpito, Boghossian abbandona l'Italia per trasferirsi alla squadra spagnola dell'Espanyol, dove rimane a breve a causa di un nuovo e altrettanto grave infortunio, che lo porta alla decisione di ritirarsi.

#### Nazionale
Esordì in nazionale l'11 ottobre 1997 in amichevole contro il Sudafrica, entrando nel primo tempo al posto di Emmanuel Petit. Divenne in breve uno dei punti fermi della Francia che conquisterà il campionato del mondo 1998 ospitato in patria, arrivando a disputare anche la finale col Brasile, subentrando nella ripresa a Christian Karembeu.
Segnò il primo dei suoi due gol in nazionale in amichevole contro l'Austria, il 19 agosto 1998. Continuò la sua esperienza con i Galletti fino a un grave infortunio alla caviglia, che lo colpi il giorno prima dell'inizio del campionato d'Europa 2000, non riuscendo quindi a bissare la vittoria di due anni prima. Pur facendo parte della spedizione francese al campionato del mondo 2002, non scese in campo durante il breve cammino dei Bleus.
Con i Bleus ha giocato in tutto 26 partite, segnando 2 gol.

### Allenatore
Il 31 luglio 2008 diventa il vice di Domenech alla guida della Nazionale di calcio Francese. Rimane allenatore in seconda anche con l'approdo di Laurent Blanc nel 2010.

## Statistiche

### Presenze e reti nei club
| Stagione                     | Squadra                      | Campionato                   | Campionato | Campionato | Coppe nazionali | Coppe nazionali | Coppe nazionali | Coppe continentali | Coppe continentali | Coppe continentali | Altre coppe | Altre coppe | Altre coppe | Totale | Totale |
| Stagione                     | Squadra                      | Comp                         | Pres       | Reti       | Comp            | Pres            | Reti            | Comp               | Pres               | Reti               | Comp        | Pres        | Reti        | Pres   | Reti   |
| ---------------------------- | ---------------------------- | ---------------------------- | ---------- | ---------- | --------------- | --------------- | --------------- | ------------------ | ------------------ | ------------------ | ----------- | ----------- | ----------- | ------ | ------ |
| 1989-1990                    | Olympique Marsiglia 2        | D3                           | 25         | 4          | -               | -               | -               | -                  | -                  | -                  | -           | -           | -           | 25     | 4      |
| 1990-1991                    | Olympique Marsiglia 2        | D3                           | 25         | 3          | -               | -               | -               | -                  | -                  | -                  | -           | -           | -           | 25     | 3      |
| 1991-1992                    | Olympique Marsiglia 2        | D3                           | 28         | 5          | -               | -               | -               | -                  | -                  | -                  | -           | -           | -           | 28     | 5      |
| Totale Olympique Marsiglia 2 | Totale Olympique Marsiglia 2 | Totale Olympique Marsiglia 2 | 78         | 12         |                 | -               | -               |                    | -                  | -                  |             | -           | -           | 78     | 12     |
| 1992-1993                    | Istres                       | D2                           | 33         | 8          | -               | -               | -               | -                  | -                  | -                  | -           | -           | -           | 33     | 8      |
| 1993-1994                    | Olympique Marsiglia          | D1                           | 28         | 2          | CF              | 3               | 1               | -                  | -                  | -                  | -           | -           | -           | 31     | 3      |
| 1994-1995                    | Napoli                       | A                            | 9          | 1          | CI              | 3               | 0               | CU                 | 4                  | 0                  | -           | -           | -           | 16     | 1      |
| 1995-1996                    | Napoli                       | A                            | 23         | 2          | CI              | 1               | 0               | -                  | -                  | -                  | -           | -           | -           | 24     | 2      |
| 1996-1997                    | Napoli                       | A                            | 22         | 1          | CI              | 7               | 0               | -                  | -                  | -                  | -           | -           | -           | 29     | 1      |
| Totale Napoli                | Totale Napoli                | Totale Napoli                | 54         | 4          |                 | 11              | 0               |                    | 4                  | 0                  |             | -           | -           | 69     | 4      |
| 1997-1998                    | Sampdoria                    | A                            | 31         | 6          | CI              | 3               | 1               | CU                 | 2                  | 1                  | -           | -           | -           | 36     | 8      |
| 1998-1999                    | Parma                        | A                            | 24         | 3          | CI              | 6               | 1               | CU                 | 8                  | 1                  | -           | -           | -           | 38     | 5      |
| 1999-2000                    | Parma                        | A                            | 11+0       | 0+0        | CI              | 0               | 0               | UCL+CU             | 2+4                | 0+1                | SI          | 1           | 1           | 18     | 5      |
| 2000-2001                    | Parma                        | A                            | 12         | 0          | CI              | 1               | 0               | CU                 | 3                  | 0                  | -           | -           | -           | 16     | 0      |
| 2001-2002                    | Parma                        | A                            | 20         | 1          | CI              | 4               | 0               | UCL+CU             | 1+5                | 0                  | -           | -           | -           | 30     | 1      |
| Totale Parma                 | Totale Parma                 | Totale Parma                 | 67         | 4          |                 | 11              | 1               |                    | 23                 | 2                  |             | 1           | 1           | 102    | 8      |
| 2002-2003                    | Espanyol                     | PD                           | 5          | 0          | CR              | 1               | 0               | -                  | -                  | -                  | -           | -           | -           | 6      | 0      |
| Totale carriera              | Totale carriera              | Totale carriera              | 296        | 36         |                 | 29              | 3               |                    | 29                 | 3                  |             | 1           | 1           | 355    | 43     |

### Cronologia presenze e reti in nazionale
| Cronologia completa delle presenze e delle reti in nazionale ― Francia | Cronologia completa delle presenze e delle reti in nazionale ― Francia | Cronologia completa delle presenze e delle reti in nazionale ― Francia | Cronologia completa delle presenze e delle reti in nazionale ― Francia | Cronologia completa delle presenze e delle reti in nazionale ― Francia | Cronologia completa delle presenze e delle reti in nazionale ― Francia | Cronologia completa delle presenze e delle reti in nazionale ― Francia | Cronologia completa delle presenze e delle reti in nazionale ― Francia |
| Data                                                                   | Città                                                                  | In casa                                                                | Risultato                                                              | Ospiti                                                                 | Competizione                                                           | Reti                                                                   | Note                                                                   |
| ---------------------------------------------------------------------- | ---------------------------------------------------------------------- | ---------------------------------------------------------------------- | ---------------------------------------------------------------------- | ---------------------------------------------------------------------- | ---------------------------------------------------------------------- | ---------------------------------------------------------------------- | ---------------------------------------------------------------------- |
| 11-10-1997                                                             | Lens                                                                   | Francia                                                                | 2 – 1                                                                  | Sudafrica                                                              | Amichevole                                                             | -                                                                      | 31’                                                                    |
| 12-11-1997                                                             | Saint-Denis                                                            | Francia                                                                | 2 – 1                                                                  | Scozia                                                                 | Amichevole                                                             | -                                                                      | 73’                                                                    |
| 28-1-1998                                                              | Saint-Denis                                                            | Francia                                                                | 1 – 0                                                                  | Spagna                                                                 | Amichevole                                                             | -                                                                      |                                                                        |
| 25-2-1998                                                              | Marsiglia                                                              | Francia                                                                | 3 – 3                                                                  | Norvegia                                                               | Amichevole                                                             | -                                                                      |                                                                        |
| 25-3-1998                                                              | Mosca                                                                  | Russia                                                                 | 1 – 0                                                                  | Francia                                                                | Amichevole                                                             | -                                                                      | 46’                                                                    |
| 29-5-1998                                                              | Casablanca                                                             | Marocco                                                                | 2 – 2 (6 - 5 dtr)                                                      | Francia                                                                | Trofeo di calcio Hassan II 1998                                        | -                                                                      |                                                                        |
| 12-6-1998                                                              | Marsiglia                                                              | Francia                                                                | 3 – 0                                                                  | Sudafrica                                                              | Mondiali 1998 - 1º turno                                               | -                                                                      | 73’                                                                    |
| 18-6-1998                                                              | Saint-Denis                                                            | Francia                                                                | 4 – 0                                                                  | Arabia Saudita                                                         | Mondiali 1998 - 1º turno                                               | -                                                                      |                                                                        |
| 24-6-1998                                                              | Lione                                                                  | Francia                                                                | 2 – 1                                                                  | Danimarca                                                              | Mondiali 1998 - 1º turno                                               | -                                                                      | 65’                                                                    |
| 28-6-1998                                                              | Lens                                                                   | Francia                                                                | 1 – 0 gg                                                               | Paraguay                                                               | Mondiali 1998 - Ottavi di finale                                       | -                                                                      | 70’                                                                    |
| 12-7-1998                                                              | Saint-Denis                                                            | Francia                                                                | 3 – 0                                                                  | Brasile                                                                | Mondiali 1998 - Finale                                                 | -                                                                      | 57’                                                                    |
| 19-8-1998                                                              | Vienna                                                                 | Austria                                                                | 2 – 2                                                                  | Francia                                                                | Amichevole                                                             | 1                                                                      |                                                                        |
| 10-10-1998                                                             | Mosca                                                                  | Russia                                                                 | 2 – 3                                                                  | Francia                                                                | Qual. Euro 2000                                                        | 1                                                                      | 47’                                                                    |
| 14-10-1998                                                             | Saint-Denis                                                            | Francia                                                                | 2 – 0                                                                  | Andorra                                                                | Qual. Euro 2000                                                        | -                                                                      | 82’                                                                    |
| 20-1-1999                                                              | Marsiglia                                                              | Francia                                                                | 1 – 0                                                                  | Marocco                                                                | Amichevole                                                             | -                                                                      |                                                                        |
| 27-3-1999                                                              | Saint-Denis                                                            | Francia                                                                | 0 – 0                                                                  | Ucraina                                                                | Amichevole                                                             | -                                                                      | 77’                                                                    |
| 31-3-1999                                                              | Saint-Denis                                                            | Francia                                                                | 2 – 0                                                                  | Armenia                                                                | Qual. Euro 2000                                                        | -                                                                      |                                                                        |
| 5-6-1999                                                               | Saint-Denis                                                            | Francia                                                                | 2 – 3                                                                  | Russia                                                                 | Qual. Euro 2000                                                        | -                                                                      | 90’                                                                    |
| 9-6-1999                                                               | Barcellona                                                             | Andorra                                                                | 0 – 1                                                                  | Francia                                                                | Qual. Euro 2000                                                        | -                                                                      |                                                                        |
| 18-8-1999                                                              | Belfast                                                                | Irlanda del Nord                                                       | 0 – 1                                                                  | Francia                                                                | Amichevole                                                             | -                                                                      |                                                                        |
| 9-10-1999                                                              | Saint-Denis                                                            | Francia                                                                | 3 – 2                                                                  | Islanda                                                                | Qual. Euro 2000                                                        | -                                                                      | 90’                                                                    |
| 13-11-1999                                                             | Saint-Denis                                                            | Francia                                                                | 3 – 0                                                                  | Croazia                                                                | Amichevole                                                             | -                                                                      | 73’                                                                    |
| 11-11-2001                                                             | Melbourne                                                              | Australia                                                              | 1 – 1                                                                  | Francia                                                                | Amichevole                                                             | -                                                                      | 80’                                                                    |
| 13-2-2002                                                              | Saint-Denis                                                            | Francia                                                                | 2 – 1                                                                  | Romania                                                                | Amichevole                                                             | -                                                                      | 46’                                                                    |
| 17-4-2002                                                              | Saint-Denis                                                            | Francia                                                                | 0 – 0                                                                  | Russia                                                                 | Amichevole                                                             | -                                                                      | 61’                                                                    |
| 18-5-2002                                                              | Saint-Denis                                                            | Francia                                                                | 1 – 2                                                                  | Belgio                                                                 | Amichevole                                                             | -                                                                      | 80’                                                                    |
| Totale                                                                 |                                                                        | Presenze                                                               | 26                                                                     |                                                                        | Reti                                                                   | 2                                                                      |                                                                        |

## Palmarès

### Giocatore

#### Club

##### Competizioni nazionali
- Coppa Italia: 2

Parma: 1998-1999, 2001-2002
- Supercoppa italiana: 1

Parma: 1999

##### Competizioni internazionali
- Coppa UEFA: 1

Parma: 1998-1999

#### Nazionale
- Campionato mondiale: 1

Francia 1998